# تشارلي فولر
تشارلي فولر (بالإنجليزية: Charlie Fowler)‏ هو متسلق الجبال أمريكي، ولد في 18 فبراير 1954، وتوفي في 14 نوفمبر 2006.